# Comuna Suharivka, Narodîci
Suharivka (în ucraineană Сухарівська сільська рада) este o comună în raionul Narodîci, regiunea Jîtomîr, Ucraina, formată din satele Brodnîk și Suharivka (reședința).

## Demografie
Componența lingvistică a comunei Suharivka
     Ucraineană (91,07%)
     Rusă (7,56%)
     Alte limbi (0,69%)
Conform recensământului din 2001, majoritatea populației comunei Suharivka era vorbitoare de ucraineană (91,07%), existând în minoritate și vorbitori de rusă (7,56%).